# هيلين وليامز
هيلين وليامز (بالإنجليزية: Helen Williams)‏ هي موظفة مدنية أسترالية، ولدت في 21 مارس 1945 في أديلايد في أستراليا.